# Perèion

Esquema del cos d'un malacostraci amb tots els segments toràcics lliures, de manera que el tòrax i el perèion són equivalents

El perèion és un tagma o regió del cos dels crustacis, i fa referència al conjunt de toracòmers (segments del tòrax) lliures, no fusionats amb el cap. Els segments que integren el perèion reben el nom de pereionites o pereiòmers, i els seus apèndixs es denominen pereiopodis.
Els termes perèion i tòrax són similars, i sovint es confonen; poden ser equivalents, però sovint no ho són perquè els primers segments toràcics tenen tendència a fusionar-se amb el cap; així, el terme perèion se reserva per al conjunt de segments lliures. No obstant això, alguns autors no diferencien entre tòrax i perèion.
Per exemple, els malacostracis tenen un tòrax format per 8 segments o toracòmers, dels quals 0, 1, 2 o 3 es fusionen amb el cap i els seus apèndixs respectius es transformen en maxil·lípedes (potes amb funcions tròfiques). Així, malgrat que tots els malacostracis tenen 8 segments toràcics, el seu perèion pot tenir 8, 7, 6 o 5 segments o pereionites.